# Bibliofilia

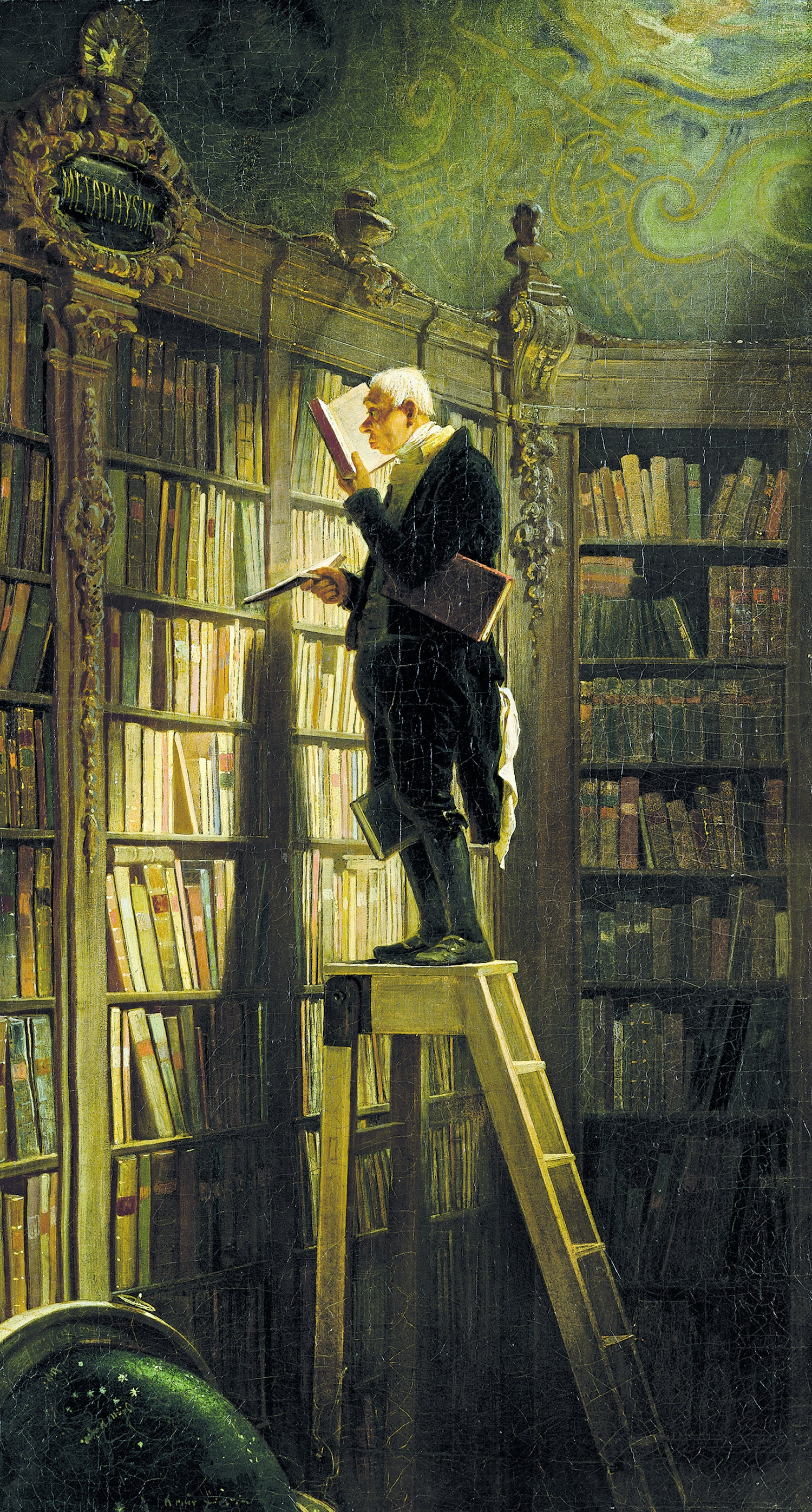
Der Bücherwurm ("O Bibliófago")(1850). Óleo de Carl Spitzweg.

A bibliofilia (grego: biblion, livro, e philia, amor), segundo o verbete de Aurélio Buarque de Holanda, consiste na arte de colecionar livros, tendo em vista circunstâncias especiais ligadas a sua publicação. No entanto, são essas duas palavras, "circunstâncias" e "especiais", que mais despertam dúvida e mais oferecem lugar a divagação. Popularmente, denominamos de "bibliófilo" aquele que costumar ler com muita frequência. O historiador português João José Alves Dias define um bibliófilo simplesmente como "aquele que ama os livros".
Não se deve confundir a bibliofilia com a bibliomania, que consiste em uma desordem obsessivo-compulsiva em que a pessoa passa a adquirir livros desenfreadamente, não necessariamente com intenção de lê-los, trazendo complicações para sua vida.

## Interesse por raridades
De maneira geral, considera-se que dois critérios fundamentais para julgar a importância de uma obra seriam: sua raridade e a importância do referido escrito na tradição cultural à qual se insere.

Ilustração de Theodor Kittelsen para o conto The Smith and the Baker ("Smith e o padeiro") de Johan Herman Wessel.

É nesse sentido que há livrarias de "obras raras". Mas o que é raro? De início, aquilo que é considerado raro pela maior parte dos bibliófilos é a primeira edição. A primeira edição possui uma aura mágica, que se liga, fundamentalmente ao fato de que foi e é a primeira aparição pública de uma obra para o público leitor. Por exemplo, o indivíduo que percorra as mãos pelas páginas de uma primeira edição de Machado de Assis, como Dom Casmurro, por exemplo, saberá que foi daquela forma, com aquele tipo, aqueles eventuais erros de correção, aquela encadernação e aquele papel, que o "bruxo do Cosme Velho" fez conhecer ao mundo essa obra maravilhosa que é até hoje um clássico brasileiro. O segundo tópico, a importância histórica, liga-se à vida da obra em si.
Uma primeira edição de Racine e Molière valem muito, tanto em termos financeiros quanto históricos, ao passo que uma primeira edição de Amadeu Amaral vale pouco. Racine e Molière fundaram o teatro clássico francês, e foram escritores brilhantes, Amadeu Amaral foi um poeta de razoável importância no Brasil do século XIX e XX, mas nada que se compare para o Brasil, com o que os dois foram para a França. Primeiras edições fazem-se todo o dia, de autores que pouco sobrevivem, o fato de ser a primeira edição por si só não nos diz nada.

## José Mindlin
Sobre chegar ao ponto de desejar colecionar primeiras edições, o bibliófilo brasileiro José Mindlin dizia: "quando se chega a esse estágio, aquele que pensava em ser na vida apenas um leitor metódico, está irremediavelmente perdido". 
Mindlin ainda escreveu um livro, Uma vida entre livros, no qual conta sua paixão sobre os livros. Foi dono da maior biblioteca particular do país, que calcula cerca de 45 mil obras, das quais muitas são raras. 
Antes de falecer, em março de 2010, doou parte de seu acervo à Universidade de São Paulo. A coleção conta com 25 mil volumes, tem o Brasil como tema, e recebeu o nome de "Biblioteca Brasiliana Guita e José Mindlin". Segundo ele, a maior qualidade de um bibliófilo é a paciência.